# Turška nogometna reprezentanca
Turška nogometna reprezentanca euro2008 
Vratarji:
- 23 Volkan Demirel (Fenerbahče)
- 1 Rüstu Recber (Bešiktaš)
- 12 Tolga Zengin (Trabzonspor)

Branilci:
- 20 Sabri Sarioglu (Galatasaray)
- 4 Gokhan Zan (Bešiktaš)
- 15 Emre Asik (Ankaraspor)
- 2 Servet Cetin (Galatasaray)
- 3 Hakan Kadir Balta (Galatasaray)
- 16 Ugur Boral (Fenerbahče)
- 13 Emre Gungor (Galatasaray)

Vezni igralci:
- 7 Mehmet Aurelio (Fenerbahče)
- 6 Mehmet Topal (Galatasaray)
- 5 Emre Belozoglu (Newcastle United)
- 11 Tumer Metin (Larissa)
- 22 Hamit Altintop (Bayern München)
- 19 Ayhan Akman (Galatasaray)
- 14 Arda Turan (Galatasaray)
- 18 Kazim Kazim (Fenerbahče)
- 10 Gokdeniz Karadeniz (Rubin Kazan)

Napadalci:
- 8 Nihat Kahveci (Villarreal)
- 9 Semih Sentürk (Fenerbahče)
- 21 Mevlut Erding (Sochaux)
- 17 Tuncay Sanli (Middlesbrough)